# تکی تیودوراکوپولوس
پانایوتیس"تَکی" تیودوراکوپولوس (؛ متولد ۱۱ اوت ۱۹۳۶؛ ‎/ˌθiːəd[invalid input: 'ɔ:r']əˈkɒpələs/‎; یونانی: {{{1}}}، [panaˈʝotis ˈtakis θeoðoraˈkopulos]) روزنامه‌نگار و نویسنده یونانی است. وی در شهرهای نیویورک، لندن، و گشتاد زندگی می‌کند.
در سال ۲۰۰۲، تیودوراکوپولوس مجله دی امریکن کنسروتیو را همراه با پت بیوکنن و اسکات مکانل تأسیس کرد.